# Total Entertainment!
Total Entertainment! is het vijfde studioalbum van de Amerikaanse queercore-band Pansy Division. Het is hun zevende album in totaal en werd op 12 augustus 2003 uitgebracht door het label Alternative Tentacles, waarmee het de eerste uitgave van de band via deze platenmaatschappij was.

## Nummers
1. "Who Treats You Right?" - 2:20
2. "Blurry Down Below" - 2:19
3. "When He Comes Home" - 2:59
4. "Too Many Hoops" - 2:54
5. "Spiral" - 3:09
6. "Saddest Song"  - 3:13
7. "No Protection" - 3:59
8. "Alpine Skiing" - 3:14
9. "Not Good Enough" - 1:20
10. "Scared to Death" - 2:02
11. "I'm Alright" - 2:30
12. "First Betrayal" - 4:02
13. "Sleeping in the Cold" - 4:23
14. "He Whipped My Ass in Tennis (Then I Fucked His Ass in Bed)" - 2:08
15. "Total Entertainment" - 2:09
16. "At the Mall" (bonustrack) - 12:06±

## Muzikanten
Pansy Division
- Chris Freeman - basgitaar, zang
- Jon Ginoli - slaggitaar, zang
- Patrick Goodwin - gitaar, zang
- Luis Illades - drums, saxofoon, zang

Aanvullende muzikanten
- Victor Krummenacher - akoestische gitaar op track 6
- Scott Wagar - tamboerijn op tracks 2 en 4
- Danny Cao - trompet op tracks 7, 8 en 10
- Doug Hilsinger - pedal-steelguitar op track 14
- Josh Pollock - banjo op track 14
- Chris Xefos - keyboard